# Nürnberger Altersinventar
Das Nürnberger Altersinventar (NAI) ist eine zusammengehörende Sammlung von Test- und Fragebögen (eine Testbatterie) der Psychologischen Diagnostik für das Befinden alter Menschen. Sie wurde von den deutschen Psychologen Wolf D. Oswald und Ulrich M. Fleischmann 1986 veröffentlicht. Das Inventar besteht aus 19 Subtests und ist in Deutschland das einzige umfassende Testinstrument für alte Menschen, für das auch die Gütekriterien hinreichend ausgewiesen sind. Jeder einzelne Test ist mit allen Gütekriterien, also dem Bereich seiner Anwendbarkeit, dokumentiert. Altersspezifische Normwerte sind vorhanden. Die Normstichprobe hat die Größe von n=2866. Das NAI ist damit auch geeignet, im geriatrischen Assessment eingesetzt zu werden.
Zum Teil werden auch separate Altersnormen (55–69 Jahre, 70–79 Jahre und 80–89 Jahre) und Normen für Personen mit eigenem Haushalt, für Heimbewohner, für Patienten mit HLSA (Hirnleistungsstörungen im Alter) sowie für eine Repräsentativ-Stichprobe angeboten. Es befinden sich darunter Leistungstests, Fremd- und Selbstbeurteilungs-Skalen.

## Subtests
- Speedtests (4):
  - (1) Zahlen-Verbindungs-Test (ZVT-G)
  - (2) Labyrinth-Test (LT-G)
  - (3) Zahlen-Symbol-Test (ZS-G)
  - (4) Farb-Wort-Test (FWT)
- Gedächtnistests (8):
  - (5)  Zahlennachsprechen (ZN-G)
  - (6)  Satznachsprechen (SN)
  - (7)  Wortliste, freie Reproduktion (WLFR)
  - (8)  Wortliste, Wiedererkennen (WLWE)
  - (9)  Bildertest (BT)
  - (10) Wortpaare (WP)
  - (11) Figurentest (FT)
  - (12) Latentes Lernen (LL)
- Fremdbeurteilungsskalen (2):
  - (13) Nürnberger-Alters-Rating (NAR, Persönlichkeits-Rating)
  - (14) Nürnberger-Alters-Beobachtungs-Skala (NAB, Alltagsaktivitäten)
- Selbstbeurteilungs-Skalen (5):
  - (15) Nürnberger-Alters-Selbstbeurteilungs-Skala (NAS)
  - (16) Nürnberger-Selbsteinschätzungsliste (NSL)
  - (17) Nürnberger-Alters-Alltagsskala (NAA)
  - (18) Nürnberger-Alters-Fragebogen (NAF)
  - (19) Nürnberger-Lebensqualitäts-Fragebogen (NLQ)